# Clan Agnew
Le Clan Agnew (en gaélique écossais : Clann Mac a' Ghnìomhaid) est un clan Écossais de Galloway dans les Lowlands Écossaises.

## Histoire

### Origines
L'origine du nom Agnew est contestée, certains affirment une origine Normande, de par la famille Agneaux (ou Aygnell), Baron de la ville d'Agneaux. Il fut dit que les Agnews s'installèrent tout d'abord en Angleterre avant de déménager en Irlande vers 1365 et de devenir les seigneurs de Larne, pour ensuite venir à Lochnaw au milieu du XIVe siècle. En 1200 William des Aigneus est le premier Normand à apparaitre dans les registres Écossais, il est alors témoin de la signature d'une charte dans le Liddesdale entre Randulf de Soules et l'abbaye de Jedburgh.
Une autre théorie plus plausible sur l'origine des Agnew est énoncée par les Celtes d'Ulster, les O'Gnimh, qui étaient les poètes et les bardes du clan O'Neills de Clanaboy (un clan irlandais), qui auraient acquis le nom anglicisé de Agnew.
Cette idée reprend celle de George Mackenzie of Rosehaugh (1631/1691) avocat et écrivain héraldique qui écrivit : « Agnew - The Chief is Agnew of Lochnaw, whose predecessors came from Ireland, Rego 2do, being a son of ye Lord Agnews, alias Lord Of Larne. There he gott the keeping of the King's castell of Lochnaw, and was made Heritable Constable yrof ».
« Agnew - le chef est Agnew de Lochnaw, dont les prédécesseurs venaient d'Irlande, enregistré comme le fils du Lord Agnew, alias le Lord de Larne, obtint du roi la garde du château de Lochnaw  et fut fait Connétable à titre héréditaire ».
Hector McDonnell suggère que les O'Gnimhs et les Agnews descendent d'Alastair (mort en 1299), second fils de Domhnall (mort en 1249), fils de Raghnall (mort en 1207), fils de Somerled, Seigneur des Iles (mort en 1164). Ce qui donnerait aux Agnews une origine commune avec le Clan Donald.

### XVeetXVIesiècles
Une charte du 10 novembre 1426 accorda à Andrew Agnew de Lochnaw  les terres et les titres attachés au Château de Lochnaw (accordé par William Douglas de Leswalt.) En 1451, il fut nommé Shérif de Wigtown, une distinction toujours portée par ses descendants directs.
Patrick Agnew de Lochnaw mourut  peu de temps après la Bataille de Flodden, peut-être à cause de blessures. Andrew Agnew de Lochnaw fut tué à la Bataille de Pinkie en 1547 (bataille contre les Anglais).

### XVIIesiècle
Sir Patrick Agnew fut un des députés du Wigtownshire (1628-1633 et 1643-1647). Le 28 juillet 1629 il fut fait baronnet de Nouvelle Écosse. Il épousa Lady Anne Stewart, fille du premier Comte de Galloway. Quand il mourut en 1661, il fut remplacé par son fils ainé, Andrew, qui devint lui aussi député du Wigtownshire. Il fut nommé Sherif de Kirkcudbright et Wigtown dans les années 1650, quand l’Écosse faisait partie du Protectorate.

### XVIIIesiècle
Sir Andrew Agnew de Lochnaw, 5e Baronnet, épousa une parente, Eleanor Agnew de Lochryan, avec qui il eut 21 enfants. En 1743 pendant la bataille de Dettingen il se distingua comme soldat émérite, commandant le 21st Foot (qui devint plus tard le Royal Scots Fusiliers). Il devient Lieutenant-général et gouverneur du château de Tynemouth.
Durant le soulèvement Jacobite de 1745 le Clan Agnew se rangea du côté du gouvernement britannique. Sir Andrew tint le château de Blair, siège du Duc d'Atholl, contre les forces Jacobites. Les troupes des Agnew étaient au bord de la famine quand Charles Edward Stuart  rappela ses troupes (les Jacobites) et leur enjoint de venir à Inverness afin de combattre le Prince William Augustus, Duc de Cumberland. (Siege du château de Blair.)

### XIXesiècle
Sir Andrew Agnew, 7e Baronnet (1793 - 1849) épouse Madeline, fille de Sir David Carnegie de Pitarrow (plus tard duc de Southesk) est député du Wigtonshire (1830-37). Sir Andrew Agnew, 8e Baronnet épouse Lady Louisa Noel, fille du 1er Comte de Gainsborough. Il serv dans 93e régiment d'infanterie au Canada et est député du Wigtonshire.

### Principales branches

Tartan du clan Agnew

Les principales branches du clan Agnew sont les suivantes :
- les Agnew de Croach ou de Lochryan, descendants de William, le deuxième fils du Laird Andrew Agnew 2e de Lochnaw (désormais les Wallaces de Lochryan)[17] ;
- les Agnew de Sheuchan, descendants de Patrick, troisième fils de Sir Patrick Agnew de Lochnaw 1er Baronnet, dont l’héritière, Margaret, épousa John Vaus de Barnbarroch, et assuma donc depuis 1757 le nom de  Vans-Agnew (Désormais Vans de Barnbarroch)[18] ;
- les Agnew de Kilwaughter, établis près de Larne en Irlande du Nord. Le lien précis est inconnu, mais il est reconnu que les premiers Agnew de Kilwaughter sont des parents des Agnew de Lochnaw[19] ;
- les Agnew de Dalreagle, descendants d'Alexander Agnew, un fils naturel de Sir Andrew Agnew de Lochnaw 3e Baronnet[20],  dont l'arrière-petit-fils fut le Major-Général Patrick Alexander Agnew[21].

## Chef de Clan

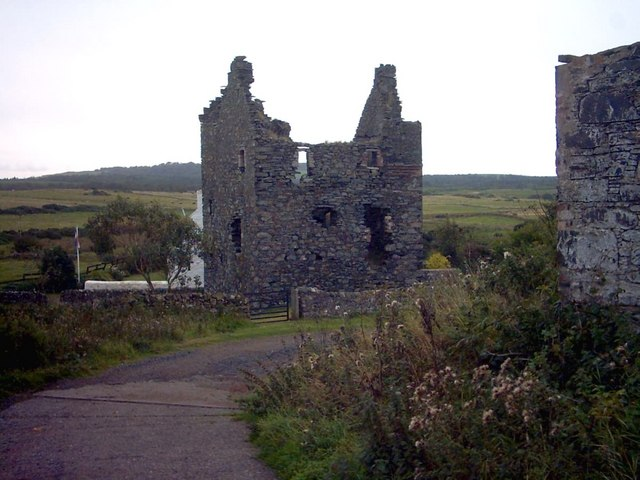
Galdenoch Castle

- Sir Crispin Agnew of Lochnaw, 11e Baronnet, Conseiller de la reine et Rothesay Herald. Son héritier est Mark Agnew de Lochnaw. La généalogie de la famille pouvant être trouvée au Red Book of Scotland[22].

## Châteaux

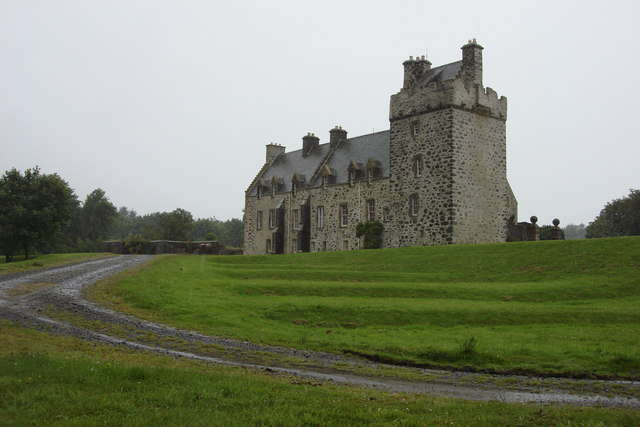
Lochnaw Castle en 2007

- Lochnaw Castle fut le siège du chef du clan Agnew jusqu'à ce qu'il soit vendu en 1948. Il est désormais privé mais fort renommé pour la pêche[23].
- Galdenoch Castle, construit entre 1547 et 1570[24] désormais en ruine il fait partie de la Galdenoch Farm qui fut le siège des Agnew de Galdenoch qui descendait de Gilbert, deuxième fils de Sir Andrew Agnew 5e Laird de Lochnaw qui possédait Galdenoch en 1574[25].